# Nati nel 1990/Agosto
| Questa pagina contiene informazioni ricavate automaticamente dalle voci biografiche con l'ausilio del template Bio e di un bot. L'aggiornamento è periodico e automatico e ricostruisce completamente la pagina. Se manca una persona in questa lista, sei pregato di non aggiungerla, ma accertati piuttosto che la sua voce biografica contenga il template Bio e che i dati anagrafici siano correttamente compilati. Se il template Bio manca, inseriscilo tu stesso o, in alternativa, metti l'avviso {{tmp\|Bio}} che ne segnala la mancanza. Se i dati riportati sono sbagliati, correggi direttamente la voce biografica; le modifiche saranno visibili in questa lista entro pochi giorni. Per chiarimenti vedi il progetto biografie. La lista contiene solo le 509 persone che sono citate nell'enciclopedia e per le quali è stato implementato correttamente il template Bio. Pagina aggiornata al 2 ago 2025. |

- 1º agosto - Richard Crawford, giocatore di football americano statunitense
- 1º agosto - Aledmys Díaz, giocatore di baseball cubano
- 1º agosto - Neah Evans, pistard e ciclista su strada britannica
- 1º agosto - Hugo González Durán, calciatore messicano
- 1º agosto - Cavid İmamverdiyev, calciatore azero
- 1º agosto - Elton Jantjies, rugbista a 15 sudafricano
- 1º agosto - Christopher Knett, calciatore austriaco
- 1º agosto - Kana Motoyama, ex cestista giapponese
- 1º agosto - Enrico Nizzi, ex fondista italiano
- 1º agosto - Jack O'Connell, attore britannico
- 1º agosto - Kōstas Papanikolaou, cestista greco
- 1º agosto - Latif Salifu, calciatore ghanese
- 1º agosto - Mfon Udofia, ex cestista e allenatore di pallacanestro statunitense
- 2 agosto - Stig Brenner, rapper norvegese
- 2 agosto - Alice Connor, attrice britannica
- 2 agosto - Vitalija D'jačenko, tennista russa
- 2 agosto - Marco De Filippo Roia, hockeista su ghiaccio italiano
- 2 agosto - Artëm Del'kin, calciatore russo
- 2 agosto - Skylar Diggins, cestista statunitense
- 2 agosto - Artur Karnoza, ex calciatore ucraino
- 2 agosto - Il'ja Kucharčuk, calciatore russo
- 2 agosto - Tony Mamodaly, ex calciatore tedesco
- 2 agosto - Matías Mier, calciatore uruguaiano
- 2 agosto - Nasta Palažanka, attivista bielorussa
- 2 agosto - Žanis Peiners, ex cestista lettone
- 2 agosto - Denis Rusu, calciatore moldavo
- 3 agosto - Benjamin André, calciatore francese
- 3 agosto - Silvan Dillier, ciclista su strada e pistard svizzero
- 3 agosto - Auriol Dongmo, pesista e discobola camerunese
- 3 agosto - Jourdan Dunn, supermodella inglese
- 3 agosto - Sara Fratini, calciatrice italiana
- 3 agosto - Robertas Grabauskas, cestista lituano
- 3 agosto - Harramiz, calciatore saotomense
- 3 agosto - Mari Hole, pallavolista norvegese
- 3 agosto - Abdurahman Abubakar, calciatore qatariota
- 3 agosto - Lu Haojie, sollevatore cinese
- 3 agosto - Mickael Mawem, arrampicatore francese
- 3 agosto - Bastien Midol, sciatore freestyle francese
- 3 agosto - Tatsuya Morita, calciatore giapponese
- 3 agosto - Kyrylo Silič, ex calciatore ucraino
- 3 agosto - Ryan Steele, attore e ballerino statunitense
- 3 agosto - Haruka Tachimoto, judoka giapponese
- 3 agosto - Alberto Van Gurp, ex calciatore americo-verginiano
- 3 agosto - Vitalij Vicenec', allenatore di calcio e ex calciatore ucraino
- 4 agosto - Mike Allison, ex cestista canadese
- 4 agosto - Gustavo Martín Fernández, calciatore argentino
- 4 agosto - Lorenzo Giancaterino, ex cestista belga
- 4 agosto - Betsy Hassett, calciatrice neozelandese
- 4 agosto - Kristinn Jónsson, calciatore islandese
- 4 agosto - Eric Kibi, cestista della Repubblica Democratica del Congo
- 4 agosto - David Lama, arrampicatore e alpinista austriaco († 2019)
- 4 agosto - Allison Lanier, attrice statunitense
- 4 agosto - Hossein Nouri, lottatore iraniano
- 4 agosto - Riccardo Perpetuini, ex calciatore italiano
- 4 agosto - Say Piseth, calciatore cambogiano
- 4 agosto - Aljaž Struna, calciatore sloveno
- 4 agosto - Siim Tenno, calciatore estone
- 4 agosto - Tommaso Traversa, hockeista su ghiaccio italiano
- 5 agosto - Márton Czirók, giocatore di football americano ungherese
- 5 agosto - Loris Damonte, calciatore italiano
- 5 agosto - Mathieu Gorgelin, calciatore francese
- 5 agosto - Elin Johansson, taekwondoka svedese
- 5 agosto - Johan Kappelhof, calciatore olandese
- 5 agosto - Wilfred Osuji, calciatore nigeriano
- 5 agosto - Jorge Pereyra Díaz, calciatore argentino
- 5 agosto - Patrick Reed, golfista statunitense
- 5 agosto - Álex Rodríguez Ledezma, calciatore panamense
- 5 agosto - Johannes Rohrweck, sciatore freestyle austriaco
- 6 agosto - Roland Alberg, ex calciatore olandese
- 6 agosto - Gašper Berlot, ex combinatista nordico sloveno
- 6 agosto - Šota Bibilov, ex calciatore russo
- 6 agosto - Douglas Pereira dos Santos, ex calciatore brasiliano
- 6 agosto - Hólmar Örn Eyjólfsson, calciatore islandese
- 6 agosto - Ethan Finlay, ex calciatore statunitense
- 6 agosto - Abigél Joó, judoka ungherese
- 6 agosto - Dario Lorina, chitarrista statunitense
- 6 agosto - Brian McCaul, calciatore nordirlandese
- 6 agosto - Andreja Milutinović, cestista serbo
- 6 agosto - Petar Orlandić, calciatore montenegrino
- 6 agosto - Daniel Orton, ex cestista statunitense
- 6 agosto - Ró-Ró, calciatore portoghese
- 6 agosto - Tommaso Ottomano, musicista, produttore discografico e regista italiano
- 6 agosto - Mitchell Young, cestista australiano
- 7 agosto - Evgenij Belov, fondista russo
- 7 agosto - Tom Beugelsdijk, calciatore olandese
- 7 agosto - Alex Brundle, pilota automobilistico britannico
- 7 agosto - Axel Domont, ex ciclista su strada francese
- 7 agosto - Helen Flanagan, attrice britannica
- 7 agosto - Tashaun Gipson, giocatore di football americano statunitense
- 7 agosto - Carlton Guyton, cestista statunitense
- 7 agosto - Leonard Langat, maratoneta e mezzofondista keniota
- 7 agosto - Victoria Macaulay, cestista statunitense
- 7 agosto - Elizabeth Marks, militare e nuotatrice statunitense
- 7 agosto - Hermann Pernsteiner, ciclista su strada e mountain biker austriaco
- 7 agosto - Julian Savea, rugbista a 15 neozelandese
- 7 agosto - Remueru Tekiate, calciatore figiano
- 7 agosto - Nicolas Thoule, ex sciatore alpino francese
- 7 agosto - Nadja Vogel, ex sciatrice d'erba e ex sciatrice alpina svizzera
- 8 agosto - Vladimír Darida, calciatore ceco
- 8 agosto - Zack Gibson, wrestler inglese
- 8 agosto - Ra'Shede Hageman, giocatore di football americano statunitense
- 8 agosto - Aiysha Hart, attrice britannica
- 8 agosto - Abel Hernández, calciatore uruguaiano
- 8 agosto - Alec Kann, calciatore statunitense
- 8 agosto - Kani Kouyaté, cestista ivoriana
- 8 agosto - Ivan Ramljak, cestista croato
- 8 agosto - Magnus Wolff Eikrem, calciatore norvegese
- 8 agosto - Xu Kaicheng, attore e ballerino cinese
- 9 agosto - Ahmed Soufiane, calciatore qatariota
- 9 agosto - Eugenio Alafaci, ex ciclista su strada e pistard italiano
- 9 agosto - Mike Bruesewitz, cestista statunitense
- 9 agosto - Caio Canedo Corrêa, calciatore brasiliano
- 9 agosto - Moisés Dallazen, ex calciatore brasiliano
- 9 agosto - İshak Doğan, calciatore tedesco
- 9 agosto - Grant Gilchrist, rugbista a 15 britannico
- 9 agosto - Sasha Goodlett, cestista statunitense
- 9 agosto - Adelaide Kane, attrice australiana
- 9 agosto - Jan Lecjaks, calciatore ceco
- 9 agosto - Shemel Louison, calciatore grenadino
- 9 agosto - Sarah McBride, attivista e politica statunitense
- 9 agosto - Stuart McInally, rugbista a 15 britannico
- 9 agosto - Jorge Mencía, pallavolista cubano
- 9 agosto - Ksenija Mileŭskaja, tennista bielorussa
- 9 agosto - Michael O'Keeffe, calciatore neozelandese
- 9 agosto - Lucien Owona, calciatore camerunese
- 9 agosto - Quinton Patton, ex giocatore di football americano statunitense
- 9 agosto - Rasheem Richards, ex cestista americo-verginiano
- 9 agosto - Brice Roger, ex sciatore alpino francese
- 9 agosto - Bill Skarsgård, attore svedese
- 9 agosto - Song Nan, ex pattinatore artistico su ghiaccio cinese
- 9 agosto - Ashat Taǵybergen, calciatore kazako
- 9 agosto - Tony Taylor, cestista statunitense
- 9 agosto - Emily Tennant, attrice canadese
- 9 agosto - Sebastián Ubilla, calciatore cileno
- 10 agosto - Margarita Alijčuk, ginnasta russa
- 10 agosto - Shunsuke Andō, calciatore giapponese
- 10 agosto - Lola Arslanbekova, ex pallavolista uzbeka
- 10 agosto - David Kuagica, ex calciatore angolano
- 10 agosto - Will Brittain, attore statunitense
- 10 agosto - Mart Dijkstra, calciatore olandese
- 10 agosto - Broken Back, cantautore e musicista francese
- 10 agosto - Lakeem Jackson, cestista statunitense
- 10 agosto - Tatjana Jelača, giavellottista serba
- 10 agosto - Elise Kellond-Knight, calciatrice australiana
- 10 agosto - Lee Sung-kyung, attrice e modella sudcoreana
- 10 agosto - Sydney Lemmon, attrice statunitense
- 10 agosto - Francesca Manzini, imitatrice, personaggio televisivo e conduttrice radiofonica italiana
- 10 agosto - Vladimir Mihailović, cestista montenegrino
- 10 agosto - Jean-Beanuel Petit-Homme, calciatore francese
- 10 agosto - Mikhail Rosheuvel, calciatore olandese
- 10 agosto - Lucas Till, attore statunitense
- 11 agosto - Talal Al-Fadhel, calciatore kuwaitiano
- 11 agosto - Tania Bambaci, attrice e modella italiana
- 11 agosto - Lerin Duarte, calciatore olandese
- 11 agosto - Ivan Dyčko, pugile kazako
- 11 agosto - Makoto Hiejima, cestista giapponese
- 11 agosto - Lazeric Jones, cestista statunitense
- 11 agosto - Kim Kyong-hun, calciatore nordcoreano
- 11 agosto - Luan Madson Gedeão de Paiva, calciatore brasiliano
- 11 agosto - Nicola Zagame, pallanuotista australiana
- 11 agosto - Paula Cristina Gonçalves, ex tennista brasiliana
- 12 agosto - Mario Balotelli, calciatore ghanese
- 12 agosto - Il'jas Bekbulatov, lottatore russo
- 12 agosto - Wissam Ben Yedder, calciatore francese
- 12 agosto - Alex Caffi, hockeista su ghiaccio italiano
- 12 agosto - Giovanni Crosetto, politico italiano
- 12 agosto - Alessio Gallo, attore italiano
- 12 agosto - Tess Madgen, cestista australiana
- 12 agosto - Tucker Marshall, ex sciatore alpino statunitense
- 12 agosto - Álex Martínez, calciatore spagnolo
- 12 agosto - Danira Boukhriss, giornalista e conduttrice televisiva belga
- 12 agosto - Marvin Zeegelaar, calciatore olandese
- 13 agosto - Al-Rilwan Adeyemi, giocatore di football americano nigeriano
- 13 agosto - Angélica Aguilar, schermitrice messicana
- 13 agosto - Patrick Byskata, ex calciatore finlandese
- 13 agosto - Sarah Castellana, giornalista italiana
- 13 agosto - Elise Christie, pattinatrice di short track britannica
- 13 agosto - DeMarcus Cousins, cestista statunitense
- 13 agosto - Maiken Caspersen Falla, ex fondista norvegese
- 13 agosto - Renan Fonseca, calciatore brasiliano
- 13 agosto - Norbert Gombos, tennista slovacco
- 13 agosto - Jenia Grebennikov, pallavolista francese
- 13 agosto - André Hahn, calciatore tedesco
- 13 agosto - Thomas Harasser, sciatore freestyle austriaco
- 13 agosto - Artem Harutiunian, pugile armeno
- 13 agosto - Stanislav Il'jučenko, calciatore russo
- 13 agosto - Lisa LeBlanc, cantante canadese
- 13 agosto - Lee Sang-su, tennistavolista sudcoreano
- 13 agosto - Cristian Nazarit, ex calciatore colombiano
- 13 agosto - Adam Priestley, calciatore gibilterriano
- 13 agosto - Hansel Robles, giocatore di baseball dominicano
- 13 agosto - Sara Serraiocco, attrice italiana
- 13 agosto - Benjamin Stambouli, calciatore francese
- 13 agosto - Giuseppe Valentino, pallanuotista italiano
- 13 agosto - Silvia Vivirito, calciatrice italiana
- 14 agosto - Kiko Alonso, ex giocatore di football americano statunitense
- 14 agosto - Naz Aydemir, pallavolista turca
- 14 agosto - Martina Bestagno, cestista italiana
- 14 agosto - Micaela Castellotti, attrice, cantante e ballerina argentina
- 14 agosto - Andrea Cingolani, ginnasta italiano
- 14 agosto - Roman Majkin, ciclista su strada russo
- 14 agosto - Miranda Rae Mayo, attrice e modella statunitense
- 14 agosto - Viktoria Orsi Toth, pallavolista e giocatrice di beach volley ungherese
- 14 agosto - Danijel Stojković, ex calciatore serbo
- 14 agosto - Jaclyn Swedberg, ex modella e attrice statunitense
- 14 agosto - Enric Torner, hockeista su pista spagnolo
- 14 agosto - Aoi Tsukasa, modella e attrice pornografica giapponese
- 14 agosto - Sunayna Wahi, velocista surinamese
- 14 agosto - Okay Kaya, cantante, modella e attrice statunitense
- 14 agosto - Wouter Wippert, ciclista su strada olandese
- 15 agosto - Camaldine Abraw, calciatore togolese
- 15 agosto - Aglaja Brix, attrice e modella tedesca
- 15 agosto - Nicolás Castro, calciatore argentino
- 15 agosto - Erolcan Çinko, cestista turco
- 15 agosto - Warren Creavalle, ex calciatore statunitense
- 15 agosto - Margalida Crespí, sincronetta spagnola
- 15 agosto - Gohi Bi Cyriac, ex calciatore ivoriano
- 15 agosto - Christian Fromm, pallavolista tedesco
- 15 agosto - Jeffery Gibson, ostacolista bahamense
- 15 agosto - Tawera Kerr-Barlow, rugbista a 15 neozelandese
- 15 agosto - Jennifer Lawrence, attrice e produttrice cinematografica statunitense
- 15 agosto - Aleksandar Ljaftov, pallavolista macedone
- 15 agosto - Josh Magennis, calciatore nordirlandese
- 15 agosto - Kennedy Ugoala Nwanganga, calciatore nigeriano
- 15 agosto - Nadine Prohaska, calciatrice austriaca
- 15 agosto - Toomas Raadik, cestista estone
- 15 agosto - Aleksandar Stojković, calciatore serbo
- 15 agosto - Martin Tošev, calciatore bulgaro
- 15 agosto - BloodPop, produttore discografico e musicista statunitense
- 15 agosto - Danny Verbeek, calciatore olandese
- 15 agosto - Njuša, cantante russa
- 16 agosto - Tolgay Arslan, calciatore tedesco
- 16 agosto - David Burrito, giocatore di calcio a 5 spagnolo
- 16 agosto - Stefan Cicmil, ex calciatore montenegrino
- 16 agosto - Maurice Creek, cestista statunitense
- 16 agosto - Abel Gigli, calciatore italiano
- 16 agosto - Briana Gilbreath, ex cestista statunitense
- 16 agosto - Travis Hamonic, hockeista su ghiaccio canadese
- 16 agosto - Magali Harvey, rugbista a 15 e allenatrice di rugby a 15 canadese
- 16 agosto - MamboLosco, rapper italiano
- 16 agosto - Filip Kljajić, calciatore serbo
- 16 agosto - Shay, rapper belga
- 16 agosto - Marta Menegatti, giocatrice di beach volley italiana
- 16 agosto - Holly Michaels, ex attrice pornografica statunitense
- 16 agosto - Jessica Moore, tennista australiana
- 16 agosto - Godfrey Oboabona, ex calciatore nigeriano
- 16 agosto - Ri Myong-jun, calciatore nordcoreano
- 16 agosto - Hermenegildo Santos, cestista angolano
- 16 agosto - Rina Sawayama, cantautrice, modella e attrice giapponese
- 16 agosto - Daniel Schmidt, cestista tedesco
- 16 agosto - Kōki Uchiyama, attore e doppiatore giapponese
- 16 agosto - Wu Jinyan, attrice cinese
- 17 agosto - Vladislav Baitcaev, lottatore russo
- 17 agosto - Abdulgadir Ilyas Bakur, calciatore qatariota
- 17 agosto - Mike Catapano, giocatore di football americano statunitense
- 17 agosto - Danhausen, wrestler statunitense
- 17 agosto - Jessica Dickons, nuotatrice britannica
- 17 agosto - Kyle Farmer, giocatore di baseball statunitense
- 17 agosto - Carrick Felix, ex cestista statunitense
- 17 agosto - Filip Gačevski, calciatore macedone
- 17 agosto - Rachel Hurd-Wood, attrice britannica
- 17 agosto - Artur Ioniță, calciatore moldavo
- 17 agosto - Shaquielle McKissic, cestista statunitense
- 17 agosto - Charlie Ngatai, rugbista a 15 neozelandese
- 17 agosto - Felipe Pardo, calciatore colombiano
- 17 agosto - José Quezada, calciatore cileno
- 17 agosto - Dayshalee Salamán, ex cestista portoricana
- 17 agosto - Greg Scruggs, ex giocatore di football americano statunitense
- 17 agosto - Irene Solà, scrittrice spagnola
- 17 agosto - Chris Watt, giocatore di football americano statunitense
- 17 agosto - Ivan Šarić, scacchista croato
- 18 agosto - Rafael Assis, calciatore brasiliano
- 18 agosto - Francesco Cappellin, velocista italiano
- 18 agosto - Giulia Catania, doppiatrice e direttrice del doppiaggio italiana
- 18 agosto - Nikita Čičerin, calciatore russo
- 18 agosto - Keith Clanton, cestista statunitense
- 18 agosto - Gareth Davies, rugbista a 15 britannico
- 18 agosto - Charlotte Durif, arrampicatrice francese
- 18 agosto - Gabriel Enache, ex calciatore rumeno
- 18 agosto - Lucas Finazzi, calciatore brasiliano
- 18 agosto - Nate Freese, giocatore di football americano statunitense
- 18 agosto - Mike James, cestista statunitense
- 18 agosto - Markus Kolke, calciatore tedesco
- 18 agosto - Kevin Long, calciatore irlandese
- 18 agosto - Massiah McDonald, calciatore montserratiano
- 18 agosto - Igor Nesterenko, cestista ucraino
- 18 agosto - Janko Pacar, ex calciatore svizzero
- 18 agosto - Dontari Poe, giocatore di football americano statunitense
- 18 agosto - Or Sasson, ex judoka israeliano
- 18 agosto - Jason Steele, calciatore inglese
- 18 agosto - Aishah Sutherland, cestista statunitense
- 18 agosto - Henry Uche, ex calciatore nigeriano
- 18 agosto - Washington Brandão, calciatore brasiliano
- 18 agosto - Aderlan Silva, calciatore brasiliano
- 19 agosto - Nikita Bezlichotnov, ex calciatore russo
- 19 agosto - Khama Billiat, calciatore zimbabwese
- 19 agosto - Lisa Galvan, calciatrice e ex giocatrice di calcio a 5 italiana
- 19 agosto - Vladimir Krasnov, velocista russo
- 19 agosto - Toni Leistner, calciatore tedesco
- 19 agosto - Pablo Lima Gualco, calciatore uruguaiano
- 19 agosto - Lennies McFerren, giocatore di football americano statunitense
- 19 agosto - Vincent Pajot, calciatore francese
- 19 agosto - Florentin Pogba, calciatore guineano
- 19 agosto - Mathias Pogba, calciatore guineano
- 19 agosto - Nuno Sequeira, calciatore portoghese
- 19 agosto - Ǵafýrjan Sýıimbayev, calciatore kazako
- 19 agosto - Sofía Toro, velista spagnola
- 19 agosto - Tobias Vibe, giocatore di calcio a 5 e calciatore norvegese
- 19 agosto - Mamadou Wagué, ex calciatore francese
- 20 agosto - Ashlee Ankudinoff, pistard australiana
- 20 agosto - Elena Bandini, ex cestista italiana
- 20 agosto - Nebojša Bastajić, calciatore serbo
- 20 agosto - Dilara Bilge, pallavolista turca
- 20 agosto - Marissa Castelli, pattinatrice artistica su ghiaccio statunitense
- 20 agosto - Macauley Chrisantus, calciatore nigeriano
- 20 agosto - Davide Dato, danzatore italiano
- 20 agosto - Venelin Filipov, ex calciatore bulgaro
- 20 agosto - Kristin Gierisch, triplista tedesca
- 20 agosto - Anna Green, calciatrice britannica
- 20 agosto - Leigh Griffiths, calciatore scozzese
- 20 agosto - Fabian Hackhofer, ex hockeista su ghiaccio italiano
- 20 agosto - Cássio Horta Magalhães, ex calciatore brasiliano
- 20 agosto - Shōya Ishige, doppiatore giapponese
- 20 agosto - Bradley Klahn, ex tennista statunitense
- 20 agosto - Ranomi Kromowidjojo, ex nuotatrice olandese
- 20 agosto - Joash Leader, calciatore nevisiano
- 20 agosto - Ihor Plastun, calciatore ucraino
- 20 agosto - Marin Premeru, pesista e discobolo croato
- 20 agosto - Andre Riel, calciatore danese
- 20 agosto - Jean-Philippe Saïko, calciatore francese
- 20 agosto - Benjamin Stokke, calciatore norvegese
- 20 agosto - Lacina Traoré, ex calciatore ivoriano
- 21 agosto - Bo Burnham, comico, attore e cantautore statunitense
- 21 agosto - Omar El Kaddouri, calciatore marocchino
- 21 agosto - Kevin Garcia, ex calciatore statunitense
- 21 agosto - Lana Gehring, pattinatrice di short track statunitense
- 21 agosto - Natsumi Hoshi, nuotatrice giapponese
- 21 agosto - Stephanie Irwin, ex sciatrice alpina canadese
- 21 agosto - Oliver Lund, ex calciatore danese
- 21 agosto - Alexssander Medeiros de Azeredo, calciatore brasiliano
- 21 agosto - Andreas Mies, tennista tedesco
- 21 agosto - Joseph Polossifakis, schermidore canadese
- 21 agosto - Pierre Sagna, calciatore senegalese
- 21 agosto - Ermin Seratlić, calciatore montenegrino
- 21 agosto - Lucrezia Sinigaglia, schermitrice italiana
- 21 agosto - J. J. Spaun, golfista statunitense
- 21 agosto - Elīza Tīruma, slittinista lettone
- 21 agosto - Christian Vázquez, giocatore di baseball portoricano
- 21 agosto - Alain Wiss, calciatore svizzero
- 21 agosto - Theyazin bin Haytham Al Sa'id, principe e politico omanita
- 22 agosto - Shirine Boutella, attrice algerina
- 22 agosto - Ghizlane Chebbak, calciatrice marocchina
- 22 agosto - Randall Cobb, ex giocatore di football americano statunitense
- 22 agosto - Nuria Diosdado, nuotatrice artistica messicana
- 22 agosto - Shehab El-Din Ahmed, calciatore egiziano
- 22 agosto - Margaux Farrell, nuotatrice francese
- 22 agosto - Tishan Hanley, calciatore nevisiano
- 22 agosto - Sara Loda, pallavolista italiana
- 22 agosto - Federica Macrì, ex ginnasta italiana
- 22 agosto - Ansi Nika, ex calciatore albanese
- 22 agosto - Chanelle Price, mezzofondista statunitense
- 22 agosto - Luís Querido, hockeista su pista portoghese
- 22 agosto - Ramón Rodríguez da Silva, ex calciatore brasiliano
- 22 agosto - Carlos Alfredo Sánchez, calciatore honduregno
- 22 agosto - Adam Thielen, giocatore di football americano statunitense
- 22 agosto - Josephine, cantante greca
- 22 agosto - Mattias Zachrisson, ex pallamanista svedese
- 23 agosto - Alan Aguerre, calciatore argentino
- 23 agosto - Ryan Broekhoff, ex cestista australiano
- 23 agosto - A. G. Cook, musicista inglese
- 23 agosto - Seth Curry, cestista statunitense
- 23 agosto - Rui Jorge Farto Correia, calciatore portoghese
- 23 agosto - Rodrigo Germade, canoista spagnolo
- 23 agosto - Geġam Harutyunyan, ex calciatore armeno
- 23 agosto - Taysom Hill, giocatore di football americano statunitense
- 23 agosto - Ian Hummer, cestista statunitense
- 23 agosto - Mariama Jamanka, bobbista e ex martellista tedesca
- 23 agosto - Darko Jukić, cestista danese
- 23 agosto - Andrej Koreškov, artista marziale misto russo
- 23 agosto - Casey Krueger, calciatrice statunitense
- 23 agosto - Reimond Manco, calciatore peruviano
- 23 agosto - Ali Pakdaman, schermidore iraniano
- 23 agosto - Laureano Rosas, ciclista su strada argentino
- 23 agosto - Čaba Silađi, nuotatore serbo
- 23 agosto - Nercely Soto, velocista venezuelana
- 23 agosto - Stefan Spirovski, calciatore macedone
- 23 agosto - Josefina Sruoga, hockeista su prato argentina
- 23 agosto - Kendall Wesenberg, skeletonista statunitense
- 24 agosto - Hicham Belkaroui, ex calciatore algerino
- 24 agosto - Shawn Daye-Finlay, lottatore canadese
- 24 agosto - Elizabeth Debicki, attrice australiana
- 24 agosto - Rashed Eisa, calciatore emiratino
- 24 agosto - Ada Febbraio, attrice italiana
- 24 agosto - Wally Judge, ex cestista statunitense
- 24 agosto - Juan Pedro Lanzani, attore argentino
- 24 agosto - Serhij Lohinov, calciatore ucraino
- 24 agosto - Gary Madine, calciatore inglese
- 24 agosto - Luke Martínez, cestista statunitense
- 24 agosto - Ahmad Obeid, cestista giordano
- 24 agosto - Aloysius Pang, attore singaporiano († 2019)
- 24 agosto - Valentina Pegorer, conduttrice televisiva e personaggio televisivo italiana
- 24 agosto - David Quessenberry, giocatore di football americano statunitense
- 24 agosto - Phoebe Schecter, giocatrice di football americano e allenatrice di football americano statunitense
- 24 agosto - Pëtr Sedov, fondista russo
- 24 agosto - Franco Torgnascioli, calciatore uruguaiano
- 24 agosto - Tina Trstenjak, judoka slovena
- 25 agosto - Kristos Andrews, attore, produttore televisivo e regista statunitense
- 25 agosto - Eddy Ben Arous, rugbista a 15 francese
- 25 agosto - David Bustos, mezzofondista spagnolo
- 25 agosto - Montori Hughes, ex giocatore di football americano statunitense
- 25 agosto - Olivier Irabaruta, mezzofondista e maratoneta burundese
- 25 agosto - Sekou Kaba, ostacolista guineano
- 25 agosto - Eliot Lietaer, ex ciclista su strada belga
- 25 agosto - Deven Marrero, giocatore di baseball statunitense
- 25 agosto - Max Muncy, giocatore di baseball statunitense
- 25 agosto - Harry Nyirenda, ex calciatore malawiano
- 25 agosto - Jevhen Opanasenko, calciatore ucraino
- 25 agosto - Costantino Ricciardi, rugbista a 15 italiano
- 25 agosto - Salif Sané, calciatore francese
- 25 agosto - Carlos Serrano-Clark, attore spagnolo
- 25 agosto - Song Min-kyu, tennista sudcoreano
- 25 agosto - Sergei Starovoitov, giocatore di calcio a 5 kazako
- 25 agosto - Andrea Vanetti, hockeista su ghiaccio italiano
- 25 agosto - Aras Bulut İynemli, attore turco
- 26 agosto - Marcel Aregger, ex ciclista su strada svizzero
- 26 agosto - Irina-Camelia Begu, tennista rumena
- 26 agosto - Mandy van den Berg, calciatrice olandese
- 26 agosto - Márcio Borges, giocatore di calcio a 5 brasiliano
- 26 agosto - Lorenzo Brown, cestista statunitense
- 26 agosto - Jennifer Martens, calciatrice tedesca
- 26 agosto - Sebastián Moyano, calciatore argentino
- 26 agosto - Mateo Musacchio, ex calciatore argentino
- 26 agosto - Hernán Daniel Santana Trujillo, calciatore spagnolo
- 26 agosto - Santiago Silva Gerez, calciatore uruguaiano
- 26 agosto - Koen Verweij, pattinatore di velocità su ghiaccio olandese
- 27 agosto - Ahmad Walpi, calciatore saudita
- 27 agosto - Tori Bowie, velocista e lunghista statunitense († 2023)
- 27 agosto - Chakib Akrouh, terrorista belga († 2015)
- 27 agosto - Sergio Cidoncha, calciatore spagnolo
- 27 agosto - Abel Gebor, ex calciatore liberiano
- 27 agosto - Lucia Haršányová, calciatrice slovacca
- 27 agosto - Luuk de Jong, calciatore olandese
- 27 agosto - Goran Jozinović, calciatore croato
- 27 agosto - Mathias Jänisch, ex calciatore tedesco
- 27 agosto - Vedran Matošević, ex giocatore di calcio a 5 croato
- 27 agosto - Trey McKinney-Jones, cestista statunitense
- 27 agosto - Soluna Samay, cantante danese
- 27 agosto - Alessandro Sbaffo, calciatore italiano
- 27 agosto - Polen Uslupehlivan, ex pallavolista turca
- 27 agosto - Wesley Witherspoon, ex cestista statunitense
- 27 agosto - Yin Junhua, pugile cinese
- 27 agosto - Aleksandr Zotov, calciatore russo
- 28 agosto - Isaác Brizuela, calciatore messicano
- 28 agosto - Michael Christensen, pilota automobilistico danese
- 28 agosto - Jacob Davich, attore statunitense
- 28 agosto - Katie Findlay, attrice canadese
- 28 agosto - Rufus Johnson, giocatore di football americano statunitense
- 28 agosto - Agnieszka Kobus, canottiera polacca
- 28 agosto - Bojan Krkić, dirigente sportivo e ex calciatore spagnolo
- 28 agosto - Golgol Mebrahtu, calciatore eritreo
- 28 agosto - Rade Obrenović, arbitro di calcio sloveno
- 28 agosto - Nikola Ogrodníková, giavellottista ceca
- 28 agosto - Vincenza Petrilli, arciera italiana
- 28 agosto - Jane Randall, modella statunitense
- 28 agosto - Javier Andrés Sanguinetti, calciatore argentino
- 28 agosto - Brooke Wales, ex sciatrice alpina statunitense
- 29 agosto - Patrick van Aanholt, calciatore olandese
- 29 agosto - Nicole Anderson, attrice statunitense
- 29 agosto - Kieran Brookes, rugbista a 15 britannico
- 29 agosto - Mamadu Candé, calciatore guineense
- 29 agosto - Stivi Frashëri, calciatore albanese
- 29 agosto - Chelsey Gullickson, tennista statunitense
- 29 agosto - Daniel Gustavsson, ex calciatore svedese
- 29 agosto - Erika Harlacher, doppiatrice statunitense
- 29 agosto - Tobias Holmen Johansen, ex calciatore norvegese
- 29 agosto - Jakub Kosecki, calciatore polacco
- 29 agosto - Youssouf M'Changama, calciatore francese
- 29 agosto - Laura Ashley Samuels, attrice statunitense
- 29 agosto - Chris Taylor, giocatore di baseball statunitense
- 29 agosto - Manuel Vicentini, calciatore argentino
- 30 agosto - Ramon Cecchini, calciatore svizzero
- 30 agosto - Luu Thi Diem Huong, modella vietnamita
- 30 agosto - Omar Eddahri, ex calciatore svedese
- 30 agosto - Franck Etoundi, calciatore camerunese
- 30 agosto - Lucas Fischer, ginnasta, ballerino e cantante svizzero
- 30 agosto - Brandon Garrett, cestista statunitense
- 30 agosto - Rossella Gregorio, schermitrice italiana
- 30 agosto - Julia Jacklin, cantautrice australiana
- 30 agosto - Jessica Hélène Mattoni, ginnasta italiana
- 30 agosto - Aaron Muirhead, calciatore scozzese
- 30 agosto - Juan Muñoz, hockeista su ghiaccio spagnolo
- 30 agosto - Rhiannon Roberts, calciatrice inglese
- 30 agosto - Marion Stoltz, schermitrice francese
- 30 agosto - Björn Werner, ex giocatore di football americano tedesco
- 30 agosto - Marie Yanaka, modella giapponese
- 31 agosto - Aleksandăr Cvetkov, calciatore bulgaro
- 31 agosto - Andrés Flores, ex calciatore salvadoregno
- 31 agosto - Svetoslav Gocev, pallavolista bulgaro
- 31 agosto - Romolo Guerreri, attore italiano
- 31 agosto - Katie Hall, soprano e attrice teatrale britannica
- 31 agosto - Ricardo Ippel, calciatore olandese
- 31 agosto - Maurits Lammertink, ex ciclista su strada olandese
- 31 agosto - Joe Looney, giocatore di football americano statunitense
- 31 agosto - Gary Mackay-Steven, calciatore scozzese
- 31 agosto - Tadeja Majerič, ex tennista slovena
- 31 agosto - Strahil Popov, calciatore bulgaro
- 31 agosto - Amir Sayoud, calciatore algerino
- 31 agosto - Sara Venerucci, pattinatrice artistica a rotelle italiana
- 31 agosto - Steeven Willems, ex calciatore francese